# Мазрекай, Ментор
Ментор Джемайл Мазрекай (алб. Mentor Xhemajl Mazrekaj; род. 8 февраля 1989, Приштина) — косовский футболист, играющий на позиции полузащитника. Ныне выступает за северомакедонский клуб «Струга».

## Клубная карьера
Ментор Мазрекай — воспитанник косовского клуба «Приштина». Он выступал за него в чемпионате Косова, в то время не являвшегося членом УЕФА или ФИФА, в период с 2008 по 2013 год. 31 июля 2013 года он сроком на полгода был отдан в аренду клубу албанской Суперлиги «Партизани». 31 августа того же года Мазрекай дебютировал в главной албанской лиге, выйдя в основном составе в гостевом поединке против «Кастриоти». 13 декабря 2013 года он стал полноценным игроком «Партизани», подписав трёхлетний контракт с клубом. 23 февраля 2014 года Мазрекай забил свой первый гол в Суперлиге, открыв счёт в гостевой игре с командой «Влазния». В чемпионате Албании 2014/15 он с 8 мячами занял шестое место в общем списке бомбардиров турнира.